# ضاحية تيروفانمالي
تيروفانمالي رمزها «TV» (بالإنجليزية: Tiruvannamalai)‏ ، هو تقسيم إداري لدولة الهند تتبع ولاية تاميل نادو (بالإنجليزية: Tamil  Nadu)‏ ، مركزها هو مدينة تيروفانمالي (بالإنجليزية: Tiruvannamalai)‏ عدد سكانها حسب تعداد سنة 2001 هو 2,881,853 ، مساحتها 6,191 كم² وكثافة السكان 466 لكل كم² .